# Naftalan
Naftalan (en azéri: Naftalan) est une ville de la région économique de Ganja-Dashkan de la République d'Azerbaïdjan

## Situaton
Elle est une ville de subordination républicaine depuis le 28 avril 1967. Naftalan est située au nord-ouest de l'Azerbaïdjan, à 340 km de Bakou, à une altitude de 225 m. 
Le mot Naftalan peut être retracé à partir du mot grec « naphta » (« νάφθα »), qui signifie relatif au pétrole, et du suffixe azerbaïdjanais « -alan », qui vient du verbe « prendre » (et qui signifie littéralement « acheteur de pétrole »). 

## Ville de tourisme médical
La dénomination "Naftalan" se réfère aux affleurements de pétrole (naphte), aux soins thermaux à base d'huile de pétrole (ici en Azerbaïdjan, et dans le Nord de la Croatie), et aux produits annexes (lotions, savons, shampooings).
La station balnéaire de Naftalan est officiellement ouverte depuis 1935. En 1938, le laboratoire expérimental de Naftalan est créé à l'Institut de recherche scientifique azerbaïdjanais de réadaptation médicale et de traitement par facteurs naturels, et les effets biologiques et thérapeutiques de l'huile de Naftalan y sont étudiés. Jusqu'en 1957, elle fonctionnait de façon saisonnière, puis toute l'année. En 1965, un laboratoire de recherche scientifique est créé à Naftalan.
Plusieurs hôtels et sanatoriums sont implantés sur le territoire de Naftalan.Les médecins azerbaïdjanais le prescrivent depuis des années pour traiter avec succès diverses maladies de la peau, des articulations et des os telles que le psoriasis, l’arthrite et les rhumatismes.
Les maladies musculo-squelettiques, nerveuses périphériques, vasculaires périphériques, cutanées et gynécologiques y sont traitées avec succès.

## Population
Au 1er janvier 2023 la population totale de Naftalan était de 8 601 habitants.La population urbaine-7 263 habitants, population rurale-1 338 h.
La population du village de Gasimbeyli consistait de 418 habitants et du village de Gashalti Garagoyunlu - 920 habitants.

## Jumelages
- L'Aigle ( France)